# Педезина
Педези́на (итал. Pedesina) — коммуна в Италии, в провинции Сондрио области Ломбардия.
Население составляет 36 человек (на 30 июня 2013 года), плотность населения составляет 5 чел./км². Занимает площадь 6 км². Почтовый индекс — 23010. Телефонный код — 0342.
Покровителем населённого пункта считается святой Антоний Падуанский, празднование 13 июня.

## Демография
Динамика населения:

## Администрация коммуны
- Официальный сайт: http://www.comune.pedesina.so.it